# سكوت آكرمان
سكوت آكرمان (بالإنجليزية: Scott Aukerman) ممثل أمريكي وكاتب، كوميدي، مخرج، مقدم، منتج وشخصية تيليفزيونية. بدأ مشواره الفني بمسلسل مستر شو وذ بوب اند ديفيد، اشتهر آكرمان بتقديمه مسلسل كوميدي بانغ! بانغ!.

## نشأته
ولد آكرمان في سافانا, جورجيا و تربى في مقاطعة أورانج, كاليفورنيا ارتاد مدرسة مقاطعة أورانج الثانوية للفنون وجامعة أورانج كوست في كوستا, ميسا. آكرمان متزوج بالممثلة كولاب فيلايساك.

## سيرته المهنية

### تلفاز
| السنة     | العنوان                      | الدور           |
| --------- | ---------------------------- | --------------- |
| 1996-1998 | مستر شو وذ بوب اند ديفيد     | عدة ادوار       |
| 1999      | أطلق الرصاص علي!             | غرينبيرغ        |
| 2001      | الصيادة                      | فيل هيغل        |
| 2002      | البرنامج الهجومي             | عدة ادوار       |
| 2006      | مقاعد رخيصة: بدون رون باركر  | اندرو ميرشانت   |
| 2007      | برنامج سارا سيلفيرمان        | العميل فالكونير |
| 2007      | ذا رايت ناو شو               | عدة ادوار       |
| 2008      | وضع ديفيد                    |                 |
| 2009      | لويس بلاك ذا روت اوف آل ايفل |                 |
| 2010      | مستشفى الاطفال               | الاب            |
| 2011      | اكبح حماسك                   | ضابط الشرطة     |
| 2014      | اولاد عيد الميلاد            | باركر           |
| 2014-2015 | تريب تانك                    | صوت             |
| 2015      | مع بوب وديفيد                | عدة ادوار       |
| 2016      | أنيمالز                      | صوت             |
| 2016      | باجيليون دولار بروبيرتيز$    | توبن            |

### سينما
| السنة | العنوان                  | الدور              |
| ----- | ------------------------ | ------------------ |
| 2001  | ذا دارن بانك             | السيد بنطال هوليود |
| 2002  | اركض روني اركض           | الخاطف الجائع      |
| 2002  | أوستن باورز في غولدميمبر | يونغ نيل           |
| 2003  | ميلفن يذهب للعشاء        | الشرطي #1          |
| 2005  | كيك بوي                  | ميكي               |